# Janusz Adamczyk (piłkarz)
Janusz Adamczyk (ur. 13 lipca 1953 w Krakowie, zm. 5 maja 2018) – polski piłkarz, grający na pozycji bramkarza.

## Kariera
Był wychowankiem Wisły Kraków. W jej barwach występował w latach 1966−1978 oraz 1980−1985. W sezonie 1977/1978 wystąpił w ośmiu spotkaniach ligowych oraz zdobył tytuł mistrza Polski. Jesienią 1978 odszedł do ŁKS Łódź, jednak w jego barwach nie wystąpił ani razu. W sezonie 1980/1981 powrócił do zespołu Wisły Kraków. Klub ten reprezentował z krótką przerwą do wiosny sezonu 1985/1986.
W barwach Wisły rozegrał łącznie 145 meczów.
Po zakończeniu kariery do 2013 roku pracował jako trener bramkarzy różnych kategorii wiekowych w Wiśle. Zmarł 5 maja 2018 roku i został pochowany na Cmentarzu Salwatorskim w Krakowie, sektor SC2-5-21.